# Kanae Hisami
| Posities op de WTA-ranglijst Positie per einde seizoen: \| jaar \| rang enkelspel \| rang dubbelspel \| \| ---- \| -------------- \| --------------- \| \| 2005 \| 673 \| 884 \| \| 2006 \| 450 \| 757 \| \| 2007 \| 516 \| 792 \| \| 2008 \| 998 \| 433 \| \| 2009 \| 1007 \| 948 \| \| 2010 \| 664 \| 607 \| \| 2011 \| 393 \| 300 \| \| 2012 \| 560 \| 324 \| \| 2013 \| 489 \| 274 \| \| 2014 \| 518 \| 518 \| \| 2015 \| 529 \| 269 \| \| 2016 \| 610 \| 158 \| |                |                 |
| jaar | rang enkelspel | rang dubbelspel |
| 2005 | 673            | 884             |
| 2006 | 450            | 757             |
| 2007 | 516            | 792             |
| 2008 | 998            | 433             |
| 2009 | 1007           | 948             |
| 2010 | 664            | 607             |
| 2011 | 393            | 300             |
| 2012 | 560            | 324             |
| 2013 | 489            | 274             |
| 2014 | 518            | 518             |
| 2015 | 529            | 269             |
| 2016 | 610            | 158             |

Kanae Hisami  (Japans: 久見 香奈恵, Hisami Kanae) (Kioto, 28 januari 1987) is een voormalig tennisspeelster uit Japan. Hisami begon met tennis toen zij tien jaar oud was. Haar favoriete ondergrond is hardcourt. Zij speelt rechtshandig en heeft een tweehandige backhand. Zij was actief in het internationale tennis van 2003 tot en met 2016.

## Loopbaan

### Enkelspel
Hisami debuteerde in 2003 op het ITF-toernooi van Yamaguchi (Japan). Zij stond in 2005 voor het eerst in een finale, op het ITF-toernooi van Tokio (Japan) – hier veroverde zij haar eerste titel, door landgenote Mari Tanaka te verslaan. In totaal won zij drie ITF-titels, de laatste in 2011 in Miyazaki (Japan).
Hisami speelde in het enkelspel nooit op een WTA-hoofdtoernooi. Haar hoogste notering op de WTA-ranglijst is de 393e plaats, die zij bereikte in november 2011.

### Dubbelspel
Hisami behaalde in het dubbelspel betere resultaten dan in het enkelspel. Zij debuteerde in 2003 op het ITF-toernooi van Hiroshima (Japan), samen met landgenote Noriko Miyazaki. Zij stond in 2008 voor het eerst in een finale, op het ITF-toernooi van Hamanako (Japan), samen met landgenote Yurina Koshino – hier veroverde zij haar eerste titel, door het Japanse duo Junri Namigata en Akiko Yonemura te verslaan. In totaal won zij tien ITF-titels, de laatste in 2016 in Iizuka (Japan).
In 2015 speelde Hisami voor het eerst op een WTA-hoofdtoernooi, op het Challenger-toernooi van Taipei, samen met landgenote Kotomi Takahata – hier schakelden zij drie van de vier reekshoofden uit, waarmee zij meteen haar eerste (en enige) titel veroverde; in de eindstrijd waren zij te sterk voor het koppel Marina Melnikova (Rusland) en de Belgische Elise Mertens. Hoewel Hisami daarna nog vijfmaal aan een WTA-toernooi deelnam, kwam zij nooit meer uit de startblokken.
Haar hoogste notering op de WTA-ranglijst is de 139e plaats die zij bereikte in oktober 2016 na het winnen van haar tiende ITF-titel – op dat punt stopte zij met haar actieve loopbaan.

## Palmares
| Legenda                 |
| ----------------------- |
| Grandslamtoernooi       |
| Olympische Spelen       |
| Year-End Championships  |
| Premier Mandatory       |
| Premier Five / WTA 1000 |
| Premier / WTA 500       |
| International / WTA 250 |
| Challenger / WTA 125    |

### WTA-finaleplaatsen enkelspel
geen

### WTA-finaleplaatsen vrouwendubbelspel
| nr.              | finale     | toernooi   | ondergrond | partner         | tegenstandsters                | score    |         |
| ---------------- | ---------- | ---------- | ---------- | --------------- | ------------------------------ | -------- | ------- |
| gewonnen finales |            |            |            |                 |                                |          |         |
| 1.               | 2015-11-22 | WTA Taipei | tapijt (i) | Kotomi Takahata | Marina Melnikova Elise Mertens | 6-1, 6-2 | details |
| verloren finales |            |            |            |                 |                                |          |         |
| geen             |            |            |            |                 |                                |          |         |

### Gewonnen ITF-toernooien enkelspel
| nr. | finale     | toernooi | dotatie | ondergrond | tegenstandster in finale | score    |
| --- | ---------- | -------- | ------- | ---------- | ------------------------ | -------- |
| 1.  | 2005-06-12 | Tokio    | $10.000 | hardcourt  | Mari Tanaka              | 6-3, 6-3 |
| 2.  | 2006-08-20 | Tokio    | $10.000 | hardcourt  | Miki Miyamura            | 6-4, 6-2 |
| 3.  | 2011-03-20 | Miyazaki | $10.000 | tapijt     | Emi Mutaguchi            | 6-3, 6-1 |